# جو غراهام (كاتبة)
جو غراهام (بالإنجليزية: Jo Graham)‏ (1968، كارولاينا الشمالية في الولايات المتحدة)؛ كاتِبة وروائية أمريكية.